# Priechod
Priechod é um município da Eslováquia localizado no distrito de Banská Bystrica, região de Banská Bystrica.

## Demografia
| Ano:        | 1994 | 2004   | 2014   | 2024    |
| ----------- | ---- | ------ | ------ | ------- |
| Broj ljudi: | 860  | 927    | 917    | 1030    |
| Razlika:    |      | +7,79% | -1,07% | +12,32% |

| Ano:               | 2023 | 2024   |
| ------------------ | ---- | ------ |
| Número de pessoas: | 1043 | 1030   |
| Diferença:         |      | -1,24% |